# Stade Mustapha Ben Jannet
El Stade Mustapha Ben Jannet (en árabe: ملعب مصطفى بن جنات‎) es un estadio multiusos ubicado en la ciudad de Monastir, Túnez y es la actual sede del US Monastir.

## Historia
Fue inaugurado en 1958 obra del arquitecto Olivier-Clément Cacoub e inicialmente fue construido con capacidad para 3000 espectadores, teniendo su primera expansión en 1990 cuando la capacidad aumentó a 10 000. El nombre del estadio es por Mustapha Ben Jannet, un nacionalista ejecutado por guardias franceses y precursor de la creación del US Monastir.
En 2003 fue renovado y su capacidad aumentó a 20 000 para ser utilizado en la Copa Africana de Naciones 2004, donde fue sede de tres partidos de la fase de grupos, el partido de cuartos de final entre Camerún y Nigeria y el partido por el tercer lugar entre Nigeria y Malí.